# Premi Daejong 2013
I premi Daejong 2013 si sono svolti il 1º novembre 2013 a Seul. La cerimonia è stata condotta da Shin Hyun-joon e Ha Ji-won.

## Vincitori e candidature

### Miglior film
- Gwansang (관상), regia di Han Jae-rim

### Miglior regista
- Han Jae-rim - Gwansang (관상)
- Lee Hwan-kyung - 7beonbangui seonmul (7번방의 선물)
- Song Hae-sung - Goryeonghwa gajok (고령화가족)
- Bong Joon-ho - Snowpiercer (설국열차, Seolgungnyeolcha)
- Park Hoon-jung - Sinsegye (신세계)

### Miglior attore
- Ryoo Seung-ryong - 7beonbangui seonmul (7번방의 선물)
- Song Kang-ho - Gwansang (관상)
- Lee Jung-jae - Gwansang (관상)
- Hwang Jung-min - Sinsegye (신세계)
- Hwang Jung-min - Jeonseolui joomeok (전설의 주먹)

### Miglior attrice
- Uhm Jung-hwa - Montage (몽타주)
- Kal So-won - 7beonbangui seonmul (7번방의 선물)
- Youn Yuh-jung - Goryeonghwa gajok (고령화가족)
- Jang Young-nam - Gongjeongsahoe (공정사회)
- Moon Jeong-hee - Soombakkokjil (숨바꼭질)

### Miglior attore non protagonista
- Jo Jung-suk - Gwansang (관상)
- Oh Dal-su - 7beonbangui seonmul (7번방의 선물)
- Baek Yoon-sik - Gwansang (관상)
- Park Sung-woong - Sinsegye (신세계)
- Yu Jun-sang - Jeonseolui joomeok (전설의 주먹)

### Miglior attrice non protagonista
- Jang Young-nam - Neukdae sonyeon (늑대소년)
- Park Min-ha - Gamgi (감기)
- Jin Ji-hee - Goryeonghwa gajok (고령화가족)
- Uhm Ji-won - Baksoogundal (박수건달)
- Go Ah-sung - Snowpiercer (설국열차, Seolgungnyeolcha)

### Miglior attore esordiente
- Kim Soo-hyun - Eunmilhage widaehage (은밀하게 위대하게)
- Park Si-hoo - Confession of a Murder (내가 살인범이다, Naega salinbeom-ida)
- Park Doo-sik - Jeonseolui joomeok (전설의 주먹)
- Park Jung-min - Jeonseolui joomeok (전설의 주먹)
- Hong Ahn-pyo - Himnaeseyo, Byung-hunsshi (힘내세요, 병헌씨)

### Miglior attrice esordiente
- Seo Eun-a - Jit (짓)
- Kal So-won - 7beonbangui seonmul (7번방의 선물)
- Shin So-yul - My P.S. Partner (나의 P.S. 파트너)
- Min Ji-hyun - Norigae (노리개)
- Chun Min-hee - Baksoogundal (박수건달)

### Miglior regista esordiente
- Jung Byung-gil - Confession of a Murder (내가 살인범이다, Naega salinbeom-ida)
- Jo Sung-hee - Neukdae sonyeon (늑대소년)
- Jung Geun-sub - Montage (몽타주)
- Huh Jung - Soombakkokjil (숨바꼭질)
- Lee Byung-hun - Himnaeseyo, Byung-hunsshi (힘내세요, 병헌씨)

### Miglior sceneggiatura
- Lee Hwan-kyung - 7beonbangui seonmul (7번방의 선물)

### Migliori costumi
- Sim Hyun-sub - Gwansang (관상)

### Migliore scenografia
- Ondrej Nekvasil - Snowpiercer (설국열차, Seolgungnyeolcha)

### Migliore musica
- Jo Young-wook - Soombakkokjil (숨바꼭질)

### Migliore illuminazione
- Kim Sung-kwan - Berlin (베를린)

### Miglior montaggio
- Choi Min-young, Kim Chang-joo - Snowpiercer (설국열차, Seolgungnyeolcha)

### Miglior fotografia
- Choi Young-hwan - Berlin (베를린)

### Premio della giuria
- Kal So-won - 7beonbangui seonmul (7번방의 선물)

### Miglior cortometraggio
- Adultery, regia di Kim Joon-sung